# Мозъчни вентрикули
Мозъчен вентрикул (мозъчна вентрикула, мозъчно стомахче) е кухина изпълнена с гръбначно-мозъчна течност, част от структурна комуникационна система в главния мозък, свързана с транспорт и обмен на хранителни вещества, имунологичната и механична защита и метаболитната хомеостаза на мозъка.

## Общо описание
Вентрикулите са общо четири:
1. ляв латерален (страничен)
2. десен латерален
3. Трети централно разположен над таламуса и под мазолестото тяло (корпус калосум)
4. Четвърти постериорно и инфериорно разположен между моста на Варолий и малкия мозък.

Понякога третият и четвъртият вентрикули се обозначават с римски цифри.
- Страничните (латералните) вентрикули са сравнително големи и на напречен разрез на мозъка през централната бразда на Силвиус изглеждат като „очи“. По форма са С-образни приблизително обхващащи дорсалния аспект на басалните ганглии. В страничните вентрикули на зародиша започва формирането на невроните, които в последователни генерации образуват (6) шест слоевата структура на нео-кортекса, като я изграждат отвътре-навън. Всеки латерален вентрикул се простира през фронталния, темпоралния, и окципиталния дялове на мозъка посредством заоблени цистерни (рогове): фронтален, темпорален и съответно окципитален. Латералните вентрикули комуникират с третия вентрикул посредством междувентрикулни канали (форамини) на Монро, намиращи се в централната част на главния мозък (в диенцефалона).[1]
- Третият вентрикул е централно разположена над таламуса и в странична проекция – между фронталния и темпоралния рог на латералния вентрикул. Камерата е по-малка по размер от страничните вентрикули. Посредством церебралния акведукт (акведукт на Силвиус) се свързва назад и надолу с четвъртата вентрикула.[2]
- Четвъртият вентрикул е между малкия мозък и мозъчния ствол: антериорно граничи с понса (моста на Варолий), инфериорно с медула облонгата, постериорно с церебелума (малкия мозък). В тавана на този вентрикул се намира форамена на церебралния акведукт, а на дъното са двата форамена на Лушка и фораменът на Маженди.[2] Те позволяват на гръбначно-мозъчната течност произвеждана във вентрикулите да циркулира около мозъка, и през централния канал около гръбначния мозък.[1]

| Име на отверстието                                           | излива ликвор от    | влива се във                                |
| ляв и десен междувентрикулен форамен (форамен на Монро)      | латерален вентрикул | трети вентрикул                             |
| церебрален акведукт (акведукт на Силвиус)                    | трети вентрикул     | четвърти вентрикул                          |
| средна апертура (форамен на Мажанди)                         | четвърти вентрикул  | субарахноидно пространство / цистерна магна |
| лява и дясна апертура латерални апертури (форамени на Лушка) | четвърти вентрикул  | субарахноидно пространство / вена на Гален  |

## Функции
Функциите на вентрикулите на менинговата система включват омекотяване на вибрациите в мозъка от механични фактори, резервоар за ликвор, невроендокринна функция, поемане на мозъчни метаболити и филтрация, хомеостаза на интрацеребралното налягане.

## Заболявания

### Хидроцефалия
Най-честото заболяване на вентрикулната система е хидроцефалията. Това е увеличение на размерите на вентрикулите поради акумулиране на ликвор. Бива вродена, обструктивна, комуникираща, акутна и хронична. Вариант на вродената хидроцефалия е ранната (или злокачествена) остеопетроза в черепа, водеща до постепенно затваряне на форамините за комуникация между вентрикулите, конгестия на кръвоносната система от притискане на дренажните съдове и притискане на нервите на ЦНС. При този вид заболяване, и днес се наблюдават смъртни случаи, но шънтове помагат за облекчаване на хидроцефалията.

#### Вродена хидроцефалия
Вродената хидроцефалия е сравнително рядка – около 6 на 10 000 новородени. При деца с вродена хидроцефалия често се наблюдава компенсационно разширение на черепа с времето, ако обструкцията не се коригира. Преди изобретяване на система за отвеждане на ликвора в друга телесна кухина, много от пациентите с вродена хидроцефалия са умирали.

#### Обструктивна хидроцефалия
Обструктивната хидроцефалия може да бъде акутна или хронична. Получава се при блокиране дренажа на гръбначно-мозъчна течност (ликвор) и обикновено се лекува чрез ендоскопси вентрикулостомии.
Лечението на акутните хидроцефалии обикновено е хирургическо поради травматичната природа на 90% от обструктивните хидроцефалии. Най-често се прибягва до създаване на допълнително отверстие в основата на третата вентрикула.

#### Терапия
Ендоскопската терапия е изобретение на ранния 20 век; в най-общи линии това е тънка тръба или маркуч съоръжен с камера и работен канал за инструментиране. Днес тя се използва рутинно при операции на вентрикулната система. Форми на ендоскопска терапия са коагулирането на хороидния плексус и венрикулостомиите. Освен ендоскопия, за терапия на хидроцефалията се използват шунтове и мекаментозно лечение. При хроничните хидроцефалии лечението е медикаментозно или хирургическо. При медикаментозното лечение се предписват диуретици инхибитори на карбоничната анхидраза (англ.: carbonic anhydrase inhibitors). Хирургическото решение е два вида: ендоскопска хирургия и шунтиране на течност извън мозъчното пространство: 1. към мембраните на перитония, 2. към централния канал на гръбначния стълб на нивото на торакса или 3. към дясното предсърдие (атриума на „дясното“ сърце).

### Менингиома
Менингиомата е най-често срещаният първично-мозъчен тумор, чийто инцидент нараства с възрастта. Сред общото население инцидентите на менингиома са между 1 и 2.8 на 100 хиляди, а сред по-възрастните (65+ години) около 8.5 на 100 хил.; той е обикновено един от най-доброкачествените но рекурентни тумори на ЦНС, като успешността на операционната намеса често не зависи от възрастта на пациента. Злокачествената форма на менингиомите възниква след аденокарциноматозоидна метаплазия, характеризираща се с цитологична злокачественост на жлезните клетки и формиране на извънклетъчни, а не вътрешноклетъчни отворчета (лумени). Менингиомата се заражда в клетките на епителното покритие на менингите. Степента на инвазия е ниска. Обикновено тези тумори не метастазират. Най-често диагнозата идва след симптоми на обструктивна хидроцефалия или главоболие. Обикновено пациентите се изпращат на скенер за предварителна/пред-хирургична диагноза.
Типът и злокачествеността на менингиомата се определят след разглеждане на биопсията взета чрез хирургическа намеса.